# Anorganická sloučenina
Anorganická sloučenina je chemicky čistá látka, která zpravidla obsahuje jeden nebo více atomů kovu, výjimku tvoří především sloučeniny uhlíku, které se neřadí mezi organické sloučeniny (oxidy uhlíku, sirouhlík, atd.). Studiem chování a charakterizací těchto látek se zabývá anorganická chemie.
V současnosti se mezi anorganické sloučeniny řadí i sloučeniny kovů, které se vyskytují v živých organismech. Studiem těchto sloučenin se zabývá bioanorganická chemie.

## Typy anorganických sloučenin
- Minerály – soli, silikáty, atd.
- Kovy a jejich slitiny – železo, hliník, měď, bronz, atd.
- Sloučeniny nekovových prvků, jako např. křemík, fosfor, chlor – oxid křemičitý, kyselina chlorná, atd.
- Komplexy kovů